# Loricifera
Loricifera là một ngành động vật sống trong trầm tích biển. Và được xác định là 37 loài được mô tả, trong 9 chi, nhưng đến năm 2021 đã mô tả được 43 loài. Ngoài những loài được mô tả này, còn khoảng 100 loài khác đã được thu thập và chưa được mô tả. Kích thước của chúng từ 100 micromét đến 1 mm. Chúng được đặc trưng bởi một lớp vỏ bảo vệ bên ngoài được gọi là lorica. Ngành được phát hiện vào năm 1983 bởi Reinhardt Kristensen tại Roscoff, Pháp. Chúng là một trong những ngành động vật được phát hiện gần đây nhất. Mẫu vật đầu tiên được thu hoạch vào những năm 1970, và sau đó được mô tả vào năm 1983.

## Phân loại
Phân loại hàng một bộ chia ra ba họ, không được đề xuất lớp. Với một họ không xác định là 4 họ.
- Nanaloricidae Kristensen, 1983
  - Nanaloricus Kristensen, 1983
  - Armorloricus Kristensen & Gad, 2004
  - Australoricus Heiner, Boesgaard & Kristensen, 2009
  - Phoeniciloricus Gad, 2004
  - Spinoloricus Heiner, 2007
- Pliciloricidae Higgins & Kristensen, 1986
  - Pliciloricus Higgins & Kristensen 1986
  - Rugiloricus Higgins & Kristensen, 1986
  - Titaniloricus Gad, 2005
  - Wataloricus Fujimoto, Yamasaki, Kimura et al., 2020[3]

- Urnaloricidae Heiner & Møbjerg Kristensen, 2009
  - Urnaloricus Heiner & Møbjerg Kristensen, 2009

- Đơn vị phân loại tuyệt chủng (chưa được phân loại)
  - †Eolorica Harvey & Butterfield, 2017
  - †Orstenoloricus Maas et al. 2009